# Nederlandse kampioenschappen schaatsen afstanden 2011 - 1000 meter vrouwen
De 1000 meter vrouwen op de Nederlandse kampioenschappen schaatsen afstanden 2011 werd gehouden op zaterdag 6 november 2010. Er waren vijf plaatsen te verdelen voor de wereldbeker schaatsen 2010/2011. Laurine van Riessen bezat, bij afwezigheid van Gerritsen, als enige een beschermde status. Titelhoudster Annette Gerritsen, die de titel pakte in 2010, ontbrak vanwege een hamstringblessure. Marrit Leenstra werd Nederlands kampioen, voor Margot Boer en Laurine van Riessen.

## Statistieken

### Uitslag
| #      | Schaatser             | Tijd    |
| ------ | --------------------- | ------- |
| Goud   | Marrit Leenstra       | 1.16,84 |
| Zilver | Margot Boer           | 1.17,26 |
| Brons  | Laurine van Riessen   | 1.17,28 |
| 4      | Natasja Bruintjes     | 1.17,38 |
| 5      | Ireen Wüst            | 1.17,79 |
| 6      | Lotte van Beek        | 1.17,96 |
| 7      | Roxanne van Hemert    | 1.18,08 |
| 8      | Ingeborg Kroon        | 1.18,14 |
| 9      | Marit Dekker          | 1.18,18 |
| 10     | Marianne Timmer       | 1.18,21 |
| 11     | Janine Smit           | 1.18,44 |
| 12     | Jorien Kranenborg     | 1.18,58 |
| 13     | Anice Das             | 1.18,61 |
| 14     | Sophie Nijman         | 1.18,64 |
| 15     | Linda de Vries        | 1.18,82 |
| 16     | Bo van der Werff      | 1.19,25 |
| 17     | Irene Schouten        | 1.19,40 |
| 18     | Thijsje Oenema        | 1.19,56 |
| 19     | Frederika Buwalda     | 1.19,78 |
| 20     | Rixt Meijer           | 1.20,26 |
| 21     | Brecht Kramer         | 1.20,27 |
| 22     | Jorieke van der Geest | 1.20,52 |

### Loting
| Rit | Binnenbaan         | Buitenbaan            |
| --- | ------------------ | --------------------- |
| 1   | Rixt Meijer        | Jorieke van der Geest |
| 2   | Marit Dekker       | Brecht Kramer         |
| 3   | Bo van der Werff   | Irene Schouten        |
| 4   | Janine Smit        | Anice Das             |
| 5   | Frederika Buwalda  | Marrit Leenstra       |
| 6   | Jorien Kranenborg  | Thijsje Oenema        |
| 7   | Roxanne van Hemert | Linda de Vries        |
| 8   | Ingeborg Kroon     | Laurine van Riessen   |
| 9   | Natasja Bruintjes  | Sophie Nijman         |
| 10  | Marianne Timmer    | Ireen Wüst            |
| 11  | Margot Boer        | Lotte van Beek        |

1987 · 
1988 · 
1989 · 
1990 · 
1991 · 
1992 · 
1993 · 
1994 · 
1995 · 
1996 · 
1997 · 
1998 · 
1999 · 
2000 · 
2001 · 
2002 · 
2003 · 
2004 · 
2005 · 
2006 · 
2007 · 
2008 · 
2009 · 
2010 · 
2011 · 
2012 · 
2013 · 
2014 · 
2015 · 
2016 · 
2017 · 
2018 · 
2019 · 
2020 · 
2021 · 
2022 · 
2023 · 
2024 · 
2025